# Friedrich Stahl (Maler)
Friedrich Stahl (* 27. Dezember 1863 in München; † 12. Juli 1940 in Rom) war ein deutscher Maler und Illustrator des Naturalismus und deutschen Impressionismus.

## Leben
Stahl studierte ab 1878 an der Münchner Akademie als Schüler von Wilhelm Diez, Ludwig von Löfftz und Gyula Benczúr. Mit 21 Jahren bezog er ein eigenes Atelier. Von 1886 bis 1898 lebte er in Berlin, illustrierte für die Gartenlaube und war dort 1892 Mitbegründer der oppositionellen Künstlergruppe Vereinigung der XI. In den folgenden Jahren lebte er einige Zeit in England, um die Präraffaeliten zu studieren, und von 1904 bis 1913 in Florenz, wo er sich mit der Malerei der italienischen Frührenaissance (u. a. Sandro Botticelli) beschäftigte. 1914 kehrte er nach München zurück und lebte anschließend in Rom. 1907 erhielt er auf der Großen Berliner Kunstausstellung eine kleine Goldmedaille.
Stahl war Mitglied der Gesellschaft deutscher Aquarellisten (Ehrendiplom der Dresdner Aquarell Akademie) und der Münchner Sezession. Seine Karriere begann er als Genremaler mit impressionistischen Motiven („Strandpromenade“ oder „Das Rendezvous“) und entwickelte vom Impressionismus ausgehend seinen eigenen charakteristischen von den Quattrocentisten und englischen Präraffaeliten beeinflussten individuellen Stil. Innerhalb der Kunstauffassung des Nationalsozialismus erlebte Stahl große Anerkennung; 1939 wurde er mit einer Sonderausstellung im Künstlerhaus Berlin geehrt und wurde im selben Jahr Mitglied der Deutschen Kunstgesellschaft.
Im Jahr 1940 erhielt er die Goethe-Medaille für Kunst und Wissenschaft und wurde auf der „Großen Deutschen Kunstausstellung“ präsentiert.

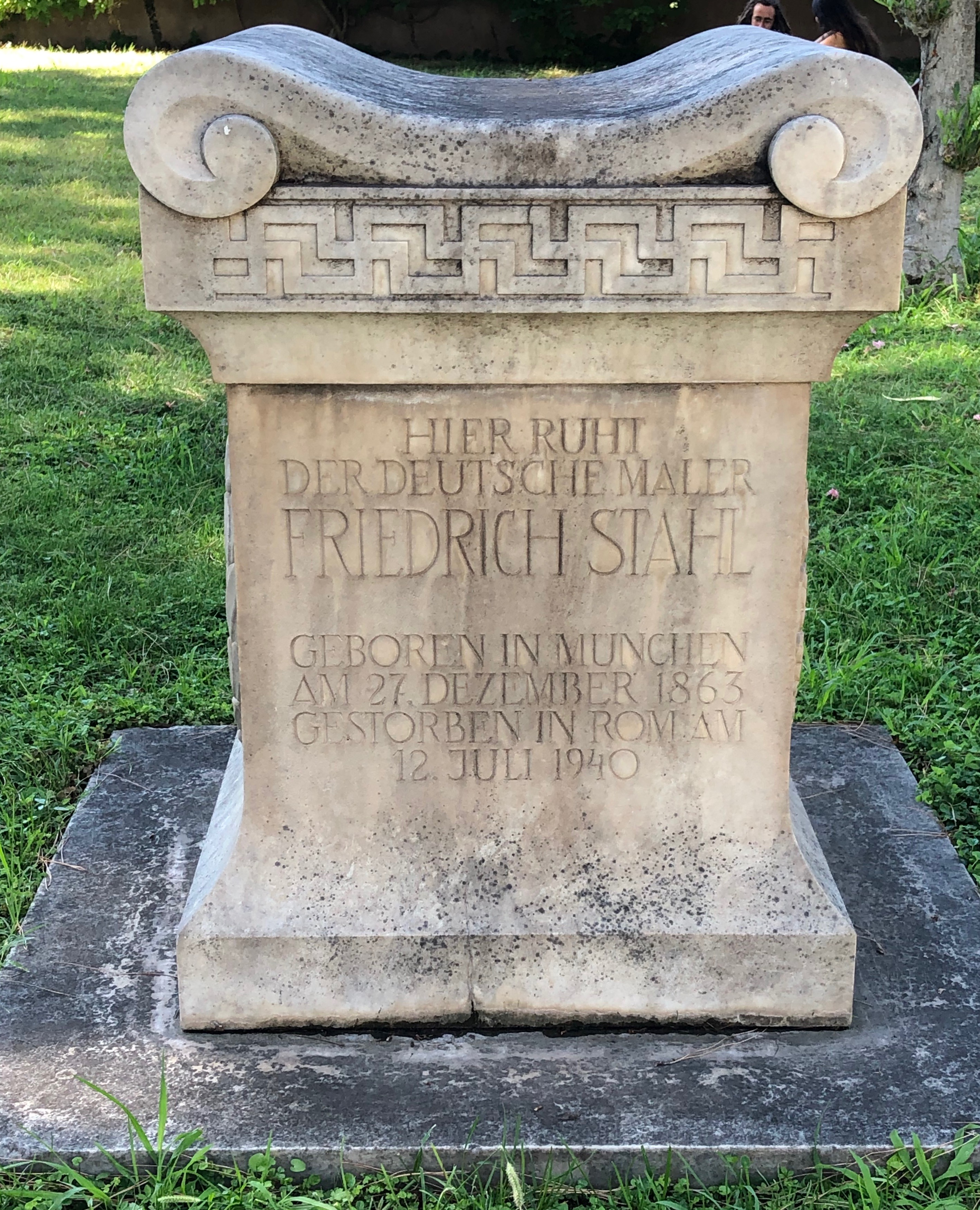
Grab von Friedrich Stahl, Protestantischer Friedhof (Rom)

## Werke (Auswahl)
- Schluss der Saison (1886)
- Badestrand in Ostende (1891)
- Regatta in Henley (1899)
- Blumenkorso in Paris (1899)
- Damen im sommerlichen Park (um 1900)
- Doppelporträt Mutter und Tochter (1909–1910)
- Der Heilige Sebastian (1912 oder 1922)

## Sonstiges
In der 9. Staffel der Serie Der Denver-Clan taucht ab Folge 17 ein Gemälde auf, dass angeblich von Friedrich Stahl stammt und um das es auch in den nächsten Folgen noch geht.